# Jaruge (Prijedor, BiH)
Jaruge su naseljeno mjesto u sastavu općine Prijedor, Republika Srpska, BiH.

## Stanovništvo
| Jaruge             |              |
| godina popisa      | 1991.        |
| Srbi               | 163 (50,00%) |
| Hrvati             | 19 (5,83%)   |
| Muslimani          | 113 (34,66%) |
| Jugoslaveni        | 18 (5,52%)   |
| ostali i nepoznato | 13 (3,99%)   |
| ukupno             | 326          |